# 湖南省经济
湖南经济的总量（按GDP排位）在省级行政区中（中国大陆）位居第9位（2011年）；湖南省对全国经济的贡献率（2011年），湖南GDP总量对全国的贡献率为4.16％。
| 第一次经济普查GDP数据调整 |             |             |             |             |
| 年份                      | 调整前      | 调整前      | 调整后      | 调整后      |
| 年份                      | 总额 (亿元) | 增长率 (％) | 总额 (亿元) | 增长率 (％) |
| 1993                      | 1259.55     | 12.6        | 1244.71     | 12.4        |
| 1994                      | 1666.64     | 10.6        | 1650.02     | 10.6        |
| 1995                      | 2151.43     | 10.4        | 2132.13     | 10.3        |
| 1996                      | 2584.98     | 12.1        | 2540.13     | 12.1        |
| 1997                      | 2918.83     | 10.7        | 2849.27     | 10.6        |
| 1998                      | 3118.09     | 8.5         | 3025.53     | 8.5         |
| 1999                      | 3326.75     | 8.3         | 3214.54     | 8.4         |
| 2000                      | 3691.88     | 9.0         | 3551.49     | 9.0         |
| 2001                      | 3983.00     | 9.0         | 3831.90     | 9.0         |
| 2002                      | 4340.94     | 9.0         | 4151.54     | 9.0         |
| 2003                      | 4638.73     | 9.6         | 4659.99     | 9.6         |
| 2004                      | 5612.26     | 12.0        | 5641.94     | 12.1        |

## 结构

### 农业
2004年，全省农、林、牧、渔业增加值比例为55.2∶6.5∶31.9∶6.4，全年粮食种植面积5069.4千公顷，其中优质稻种植面积1915.7千公顷，占水稻种植面积的比重为47.9%。

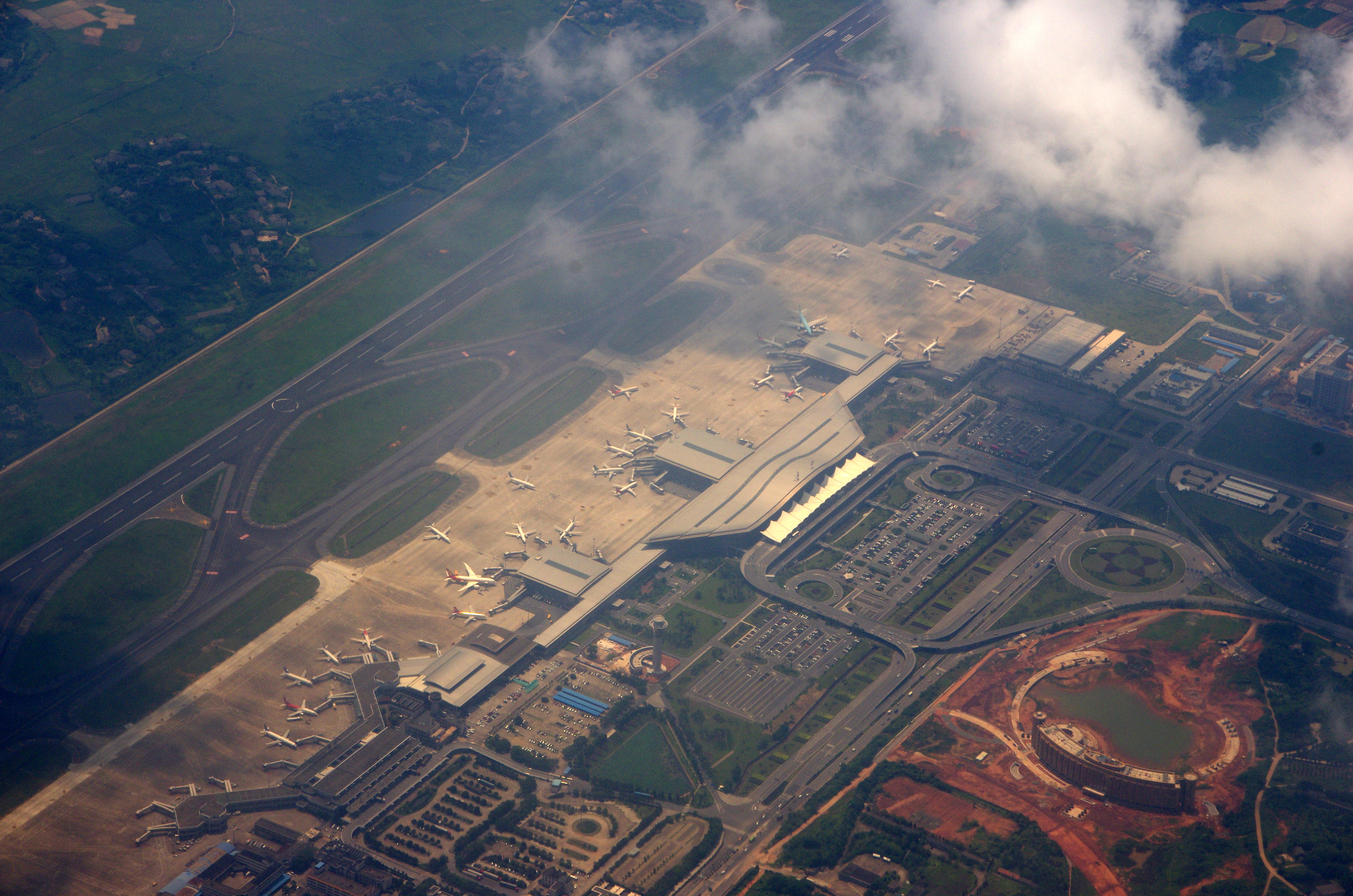
长沙黄花国际机场

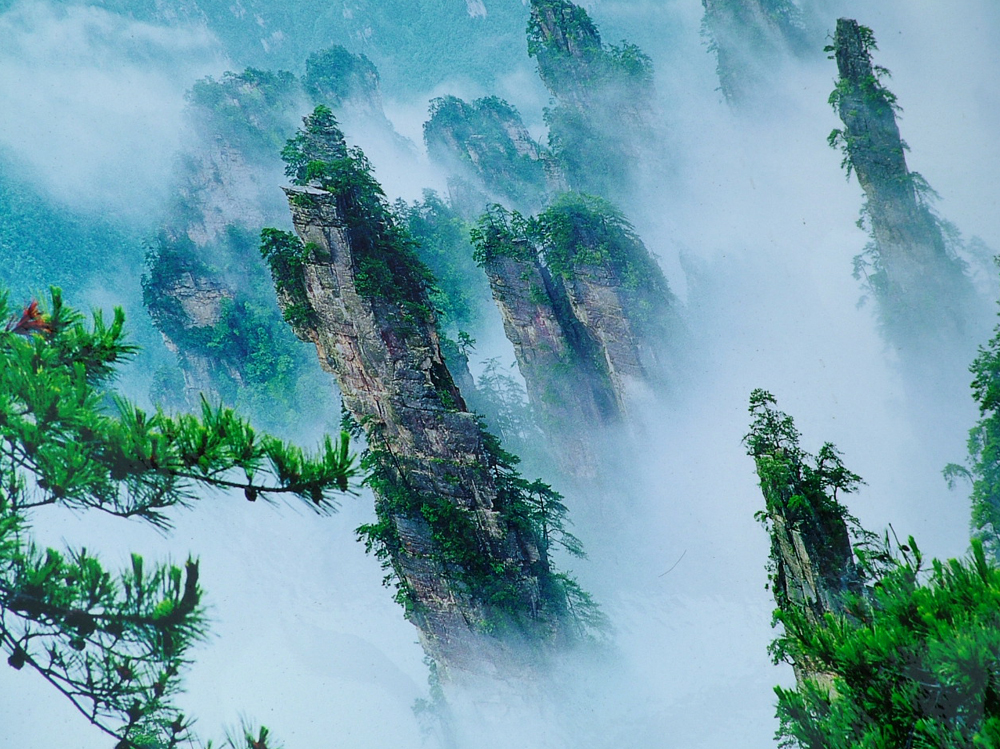
武陵源觀光區

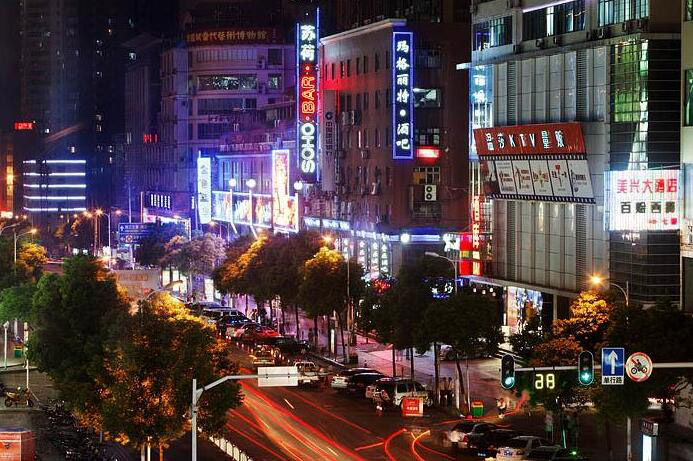
長沙市商業區

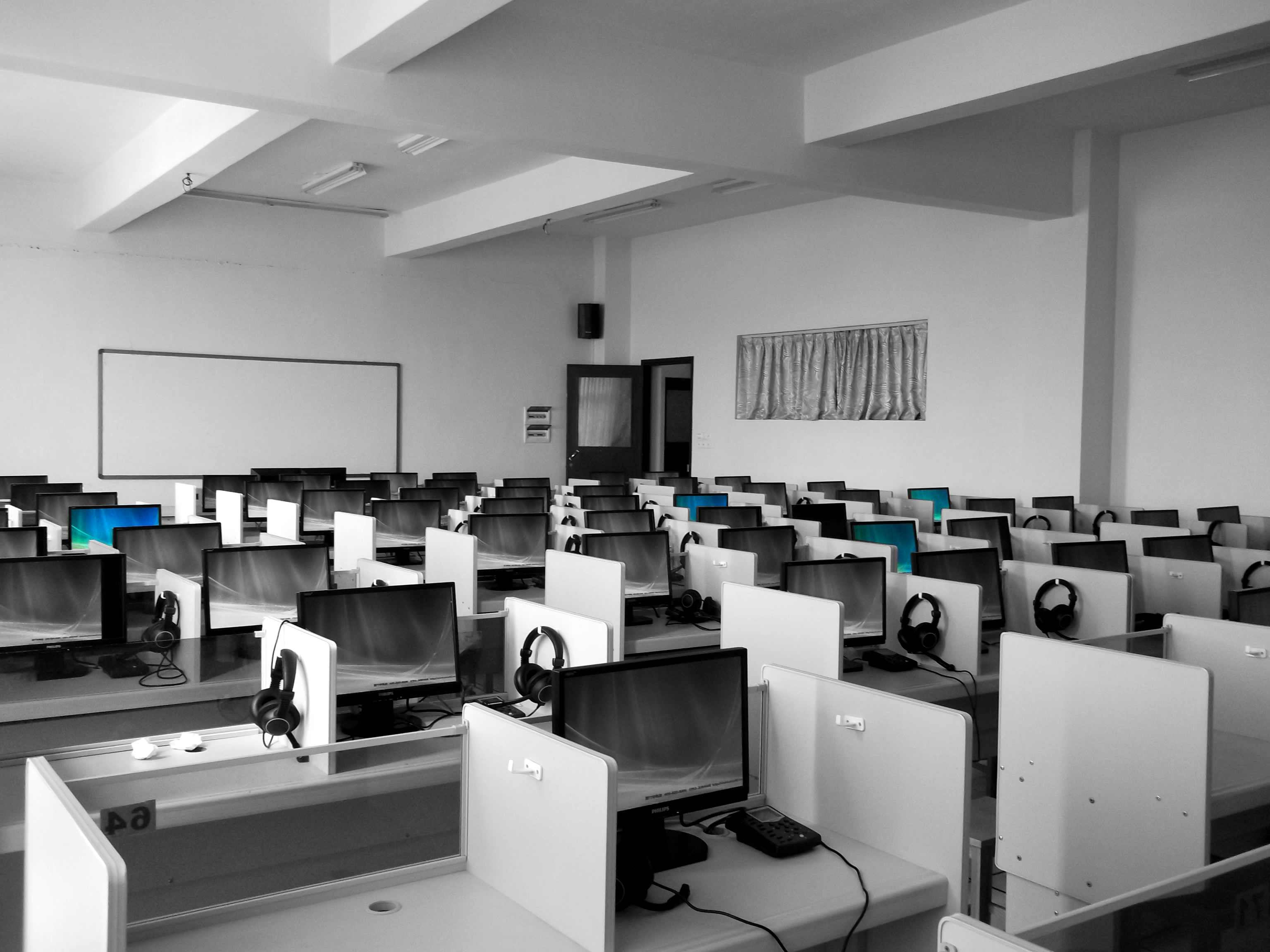
怀化学院的全電腦化教室

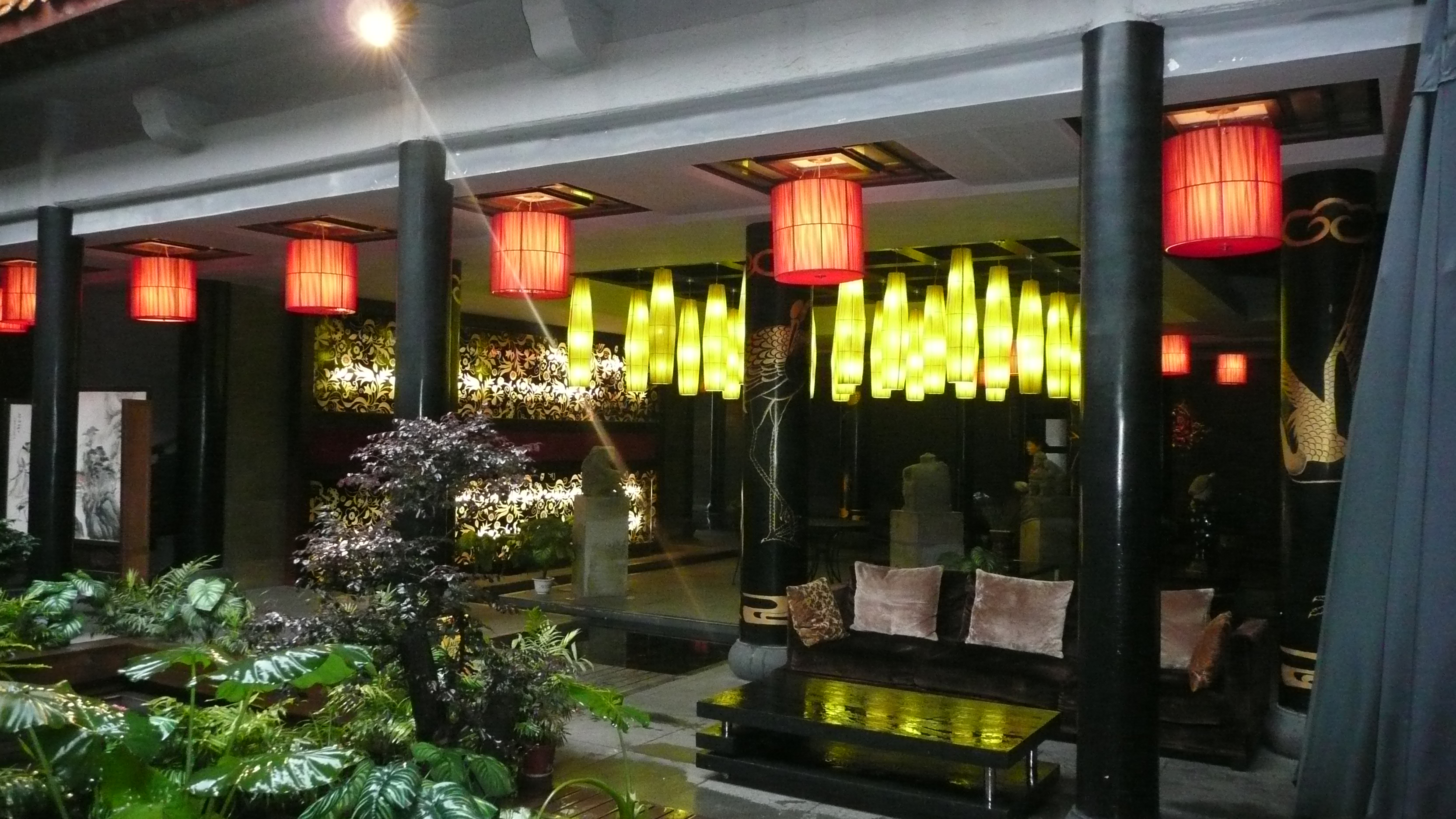
西湖楼頂級餐廳

| - 粮食总产量2810.26万吨 - 油料总产量139.61万吨 - 棉花总产量20.62万吨 - 甘蔗总产量110.76万吨 - 烟叶总产量18.93万吨 - 蔬菜总产量2315.33万吨 - 油菜籽总产量106.97万吨 | - 出栏肉猪7039.57万头 - 出栏牛185.01万头 - 出栏羊790.54万 - 肉类总产量596.15万吨 - 禽蛋产量88.1万吨 - 牛奶产量6.66万吨 - 水产品产量167.21万吨 |

### 工业
2004年，全省全部工业增加值1781.14亿元，规模以上工业增加值1198.14亿元，其中装备制造、钢铁有色、卷烟食品、电子信息、新材料等十大优势产业完成增加值911.97亿元，十大标志性工程企业增加值391.17亿元。
- 全省规模以上工业企业一次能源生产总量3146.4万吨标准煤
- 全年发电量605.18亿千瓦时
- 原煤生产量3036.15万吨
- 原油加工量610.36万吨
- 粗钢产量804.07万吨
- 钢材产量802.11万吨
- 十种有色金属117.43万吨
- 水泥3358.42万吨
- 烧碱30.67万吨
- 纯碱18.86万吨
- 硫酸169.19万吨
- 化肥213.77万吨
- 纱23.91万吨
- 卷烟1350.17万支
- 家用电冰箱61.17万台
- 汽车8.92万辆
- 程控交换机5.63万线

### 三产业

#### 国内贸易
2004年，全省实现社会消费品零售总额2069.84亿元，其中城市1145.59亿元，占消费品零售总额的55.3%；县及县以下零售额924.25亿元，占消费品零售总额的44.7%。分行业看，批发零售贸易业零售额1763.78亿元，餐饮业269.87亿元，其他行业36.19亿元。

#### 交通和邮电
- 2004年，全社会货物周转量1565.99亿吨公里，旅客周转量982.53亿人公里，客货运输换算周转量2123.53亿吨公里。
- 2004年，邮电业务总量256.98亿元，其中邮政业务总量19.22亿元，电信业务总量237.76亿元。年末固定电话用户达到1081.56万户，年末移动电话用户1022.87万户。年末全省固定及移动电话用户总数2104.43万户，电话普及率为31.5%，其中移动电话普及率为15.3%。

#### 金融、证券与保险
- 2004年末，全省金融机构本外币各项存款余额5601.18亿元，其中城乡居民储蓄存款余额3556.67亿元，企业存款余额1391.53亿元。省内各金融机构本外币各项贷款余额4355.08亿元，其中中长期贷款余额1810.81亿元。
- 2004年末，全省共有境内上市公司45家，境外上市公司2家，当年首发数居全国第5位。全年从资本市场直接融资83.91亿元，其中上市公司直接融资51.75亿元，全年4家期货公司成交金额2197.42亿元。
- 2004年，保费收入115.72亿元，其中财产险保费收入24.83亿元，人身意外伤害险保费收入4.71亿元，健康险保费收入6.51亿元，寿险保费收入79.66亿元，各项赔款与给付支出27.63亿元，其中人身险业务赔款和给付支出12.86亿元，财产险业务赔款支出14.77亿元。

## 对外经济贸易和旅游
- 2004年，全省进出口总额为54.38亿美元，其中出口30.98亿美元，进口23.40亿美元，一般贸易进出口额为47.21亿美元，加工贸易进出口额5.50亿美元。按企业性质分
  - 国有企业进出口31.32亿美元
  - 集体企业进出口2.83亿美元
  - 私营企业进出口9.52亿美元
  - 外商企业进出口10.70亿美元
- 出口商品中，农产品出口2.3亿美元，机电产品出口6.06亿美元。
- 2004年，全省共接待国内外旅游者6486.34万人次，旅游总收入达371.59亿元，其中接待入境旅游者55.34万人次，实现旅游外汇收入3.13亿美元。

2020年9月21日，湖南自贸区正式成立。